# Фіалка дивовижна
Фіялка дивовижна, фіа́лка ди́вна (Viola mirabilis) — багаторічна рослина родини фіалкових. Маловідомий декоративний вид, який потребує охорони.

## Опис
Трав'яниста рослина заввишки 20-40 см. Кореневище товсте, дерев'янисте, висхідне, укрите іржаво-бурими лусочками. Листки зібрані в прикореневу розетку. Прикореневі листки на довгих черешках, зубчасті, широкояйцеподібні, з ниркоподібною основою.
Квітки, що з'являються першими в пазухах прикореневих листків, запашні, зазвичай неплідні. Після їх появи у пазухах внутрішніх прикореневих листків з'являються стебла з короткими квітконосами, на яких розвиваються пазушні плідні квітки.

## Екологія та поширення
Тіньолюбна рослина. Росте в листяних, рідше мішаних лісах, серед чагарників, де займає переважно найтемніші ділянки. Цвіте у квітні-червні.
На теренах України поширена у Поліссі, в Лісостепу, рідко в Степу.

## Галерея

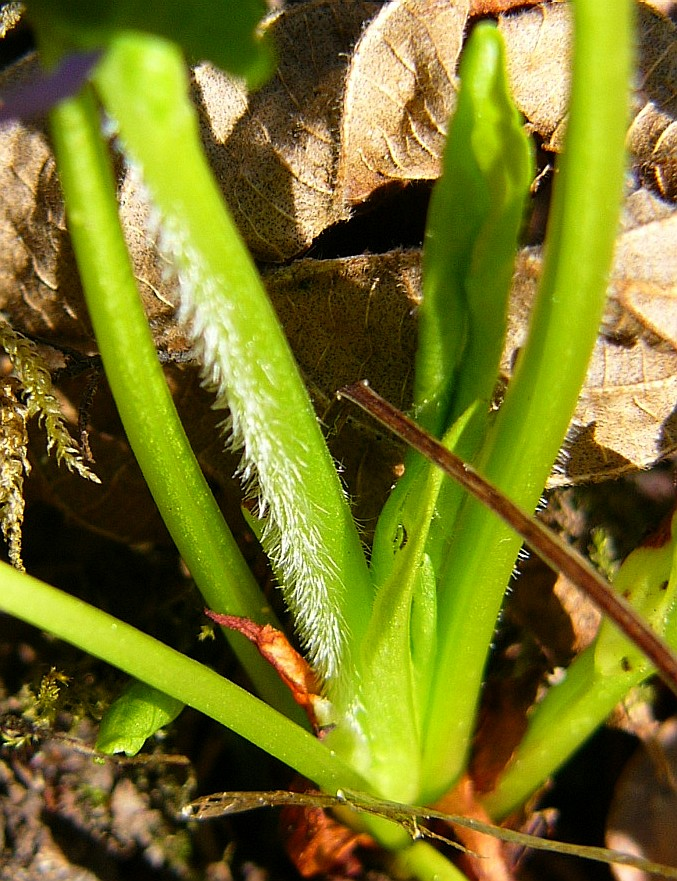
Листкові черешки
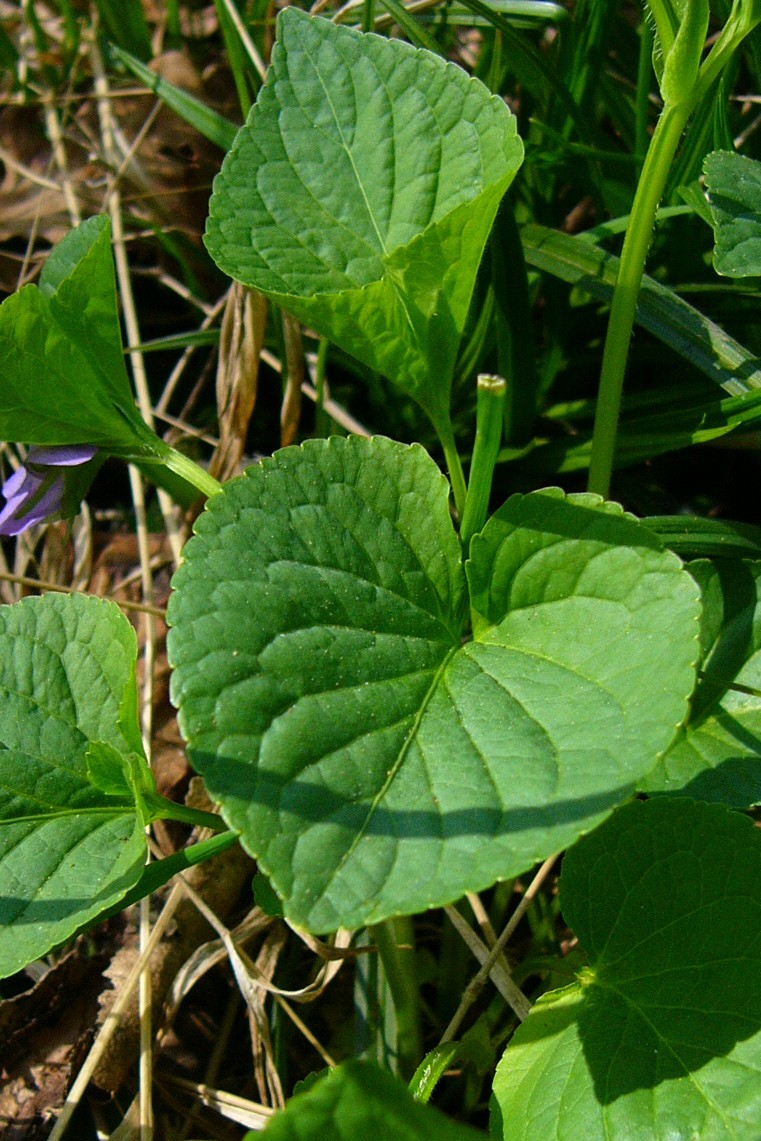
Листкові пластинки
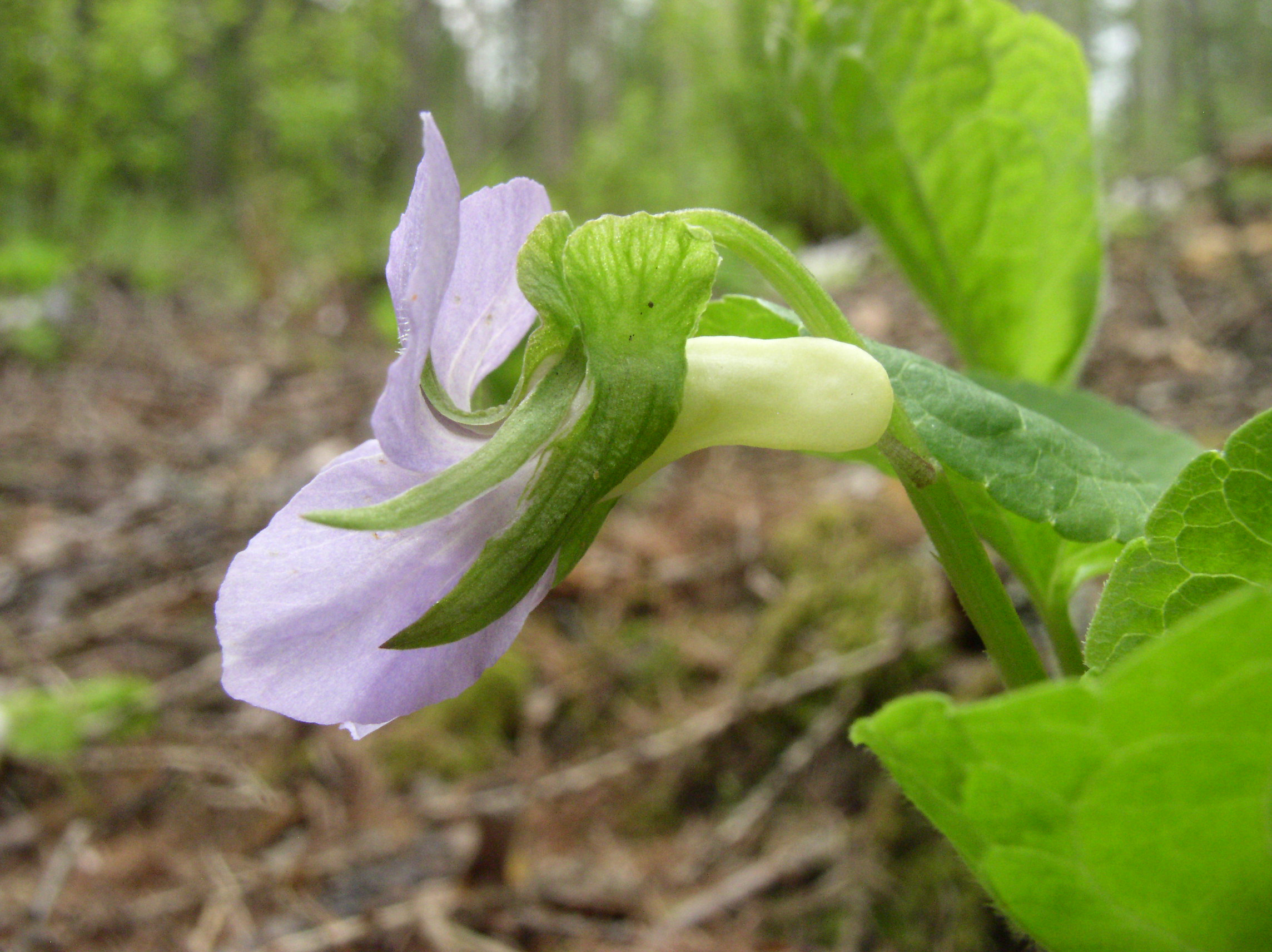
Вигляд квітки збоку
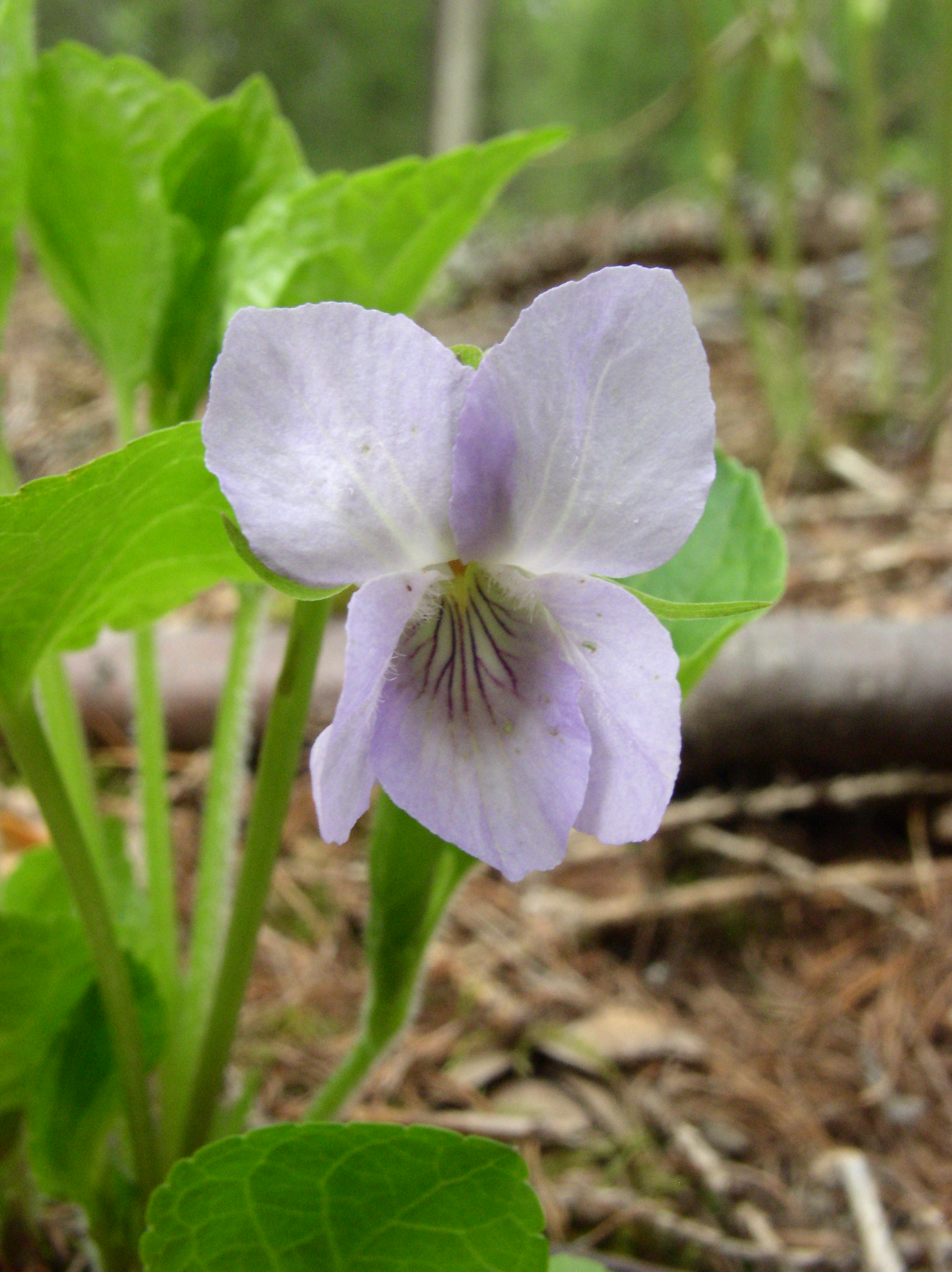
Вигляд квітки спереду